# Campeonato Nacional de Rodeo de 1978
El XXX Campeonato Nacional de Rodeo se realizó en Rancagua por cuarta vez consecutiva. En este campeonato participaron las colleras clasificadas durante la temporada de rodeo chileno de 1977-1978 y se disputó los días 1, 2 y 3 de abril de 1978.
Por acuerdo unánime y excepcional del directorio de la Federación del Rodeo Chileno este torneo llevó un nombre y apellidoː Raúl Pavez Romero, ex secretario general y uno de los fundadores de la federación.
Los campeones fueron Luis Domínguez y Alberto Schwalm en "Vistazo" y "Estribillo", collera representante de la Asociación Osorno, totalizaron 25 puntos buenos. Fue el cuarto título para la Asociación Osorno y el primer título nacional de Chile para ambos jinetes. Además, fue el segundo título consecutivo para Osorno, asociación que clasificó a un total de 11 colleras para la final.
El segundo lugar fue para Regalado Bustamante y Sergio Bustamante en "Chamaco" y "Pial", mientras que los terceros campeones fueron Raúl Cáceres y Guillermo Barra en "Salteador III" y "Limonero".
La final del movimiento de la rienda fue ganada por Juan Valderrama, quien montó a "Regalón" y totalizó 57 puntos. El segundo lugar fue para René Guzmán en "Taponazo", con 51 puntos.

## Resultados

### Serie de campeones
| Cuarto Animal 1978 | Cuarto Animal 1978                      | Cuarto Animal 1978           | Cuarto Animal 1978 | Cuarto Animal 1978 |
| ------------------ | --------------------------------------- | ---------------------------- | ------------------ | ------------------ |
| Lugar              | Jinetes                                 | Caballos                     | Asociación         | Puntaje            |
| 1º                 | Luis Domínguez y Alberto Schwalm        | "Vistazo" y "Estribillo"'    | Osorno             | 25                 |
| 2º                 | Regalado Bustamante y Sergio Bustamante | "Chamaco" y "Pial"           | O'Higgins          | 20                 |
| 3º                 | Raúl Cáceres y Guillermo Barra          | "Salteador III" y "Limonero" | Curicó             | 17                 |
| 4º                 | Ricardo Martínez y Ramón Martínez       | "Oro Purito" y "Favorito"'   | Victoria           | 15                 |
| 5º                 | Pedro Vergara y Ramón González          | "Llavero" y "Choclo"         | O'Higgins          | 14                 |

- Movimiento de la rienda: Juan Valderrama en "Regalón", 57 puntos.[8]
- Sello de raza: "Gangocho", de don Santiago Urrutia.

## Cuadro de honor temporada 1977-1978

### Jinetes
- 1.º Manuel Fuentes[9]
- 2.º Jesús Bustamante
- 3.º Pablo Quera
- 4.º Ramón Cardemil
- 5.º Raúl Cáceres
- 6.º Francisco Navarro
- 7.º Eduardo Tamayo
- 8.º Pedro Vergara
- 9.º Ricardo de la Fuente
- 10.º Luis Domínguez

### Caballos
- 1.º Favorito
- 2.º Pandillero
- 3.º Angamos
- 4.º Limosnero
- 5.º Chamaco
- 6.º Placer
- 7.º Tabacón
- 8.º Regalón
- 9.º Halcón
- 10.º Guariqueque

### Yeguas
- 1.º Secarrona
- 2.º Brisca
- 3.º Cacarita
- 4.º Tapaita
- 5.º Pícara
- 6.º Prenda
- 7.º Cacharrita
- 8.º Mentirosa
- 9.º Rodaja
- 10.º La Tete

### Potros
- 1.º Estribillo
- 2.º Vistazo
- 3.º Bellaco
- 4.º Rival
- 5.º El Huila
- 6.º Pial
- 7.º Perjume
- 8.º Borracho
- 9.º Choclo
- 10.º Llavero